# Segona divisió B espanyola de futbol
La Segona Divisió B va ser el tercer nivell de la lliga espanyola de futbol masculina entre 1977 i 2021. Era organitzada per la Reial Federació Espanyola de Futbol. Començà a disputar-se la temporada 1977-1978 amb només dos grups. L'any 1987 se n'hi afegiren dos més. La darrera temporada, 2020-2021, la categoria s'amplià a 102 equips repartits en 5 grups, doncs la pandèmia de la COVID-19 havia provocat que no hi hagués descensos la temporada anterior. Aquesta temporada els 4 millors equips dels 102 participants van ascendir a Segona Divisió; els 36 següents es van mantenir en la tercera categoria, la nova Primera Divisió RFEF; els 36 següents van passar a la nova quarta categoria, la Segona Divisió RFEF; i els últims 26 a la cinquena categoria, la Tercera Divisió RFEF.

## Sistema de competició
La Segona Divisió B està integrada per un total de 80 clubs, que es divideixen, per proximitat geogràfica, en quatre grups de 20. Excepcionalment, la temporada 2012-2013 el grup III el van formar 21 equips per la inclusió de l'Oriola CF per via judicial. La temporada 2013-2014 el grup I el formaren només 19 equips per la dissolució de la UD Salamanca.
El sistema de competició és el mateix que a la resta de categories de la lliga espanyola de futbol. Es disputa anualment, començant a finals del mes d'agost o principis de setembre, i acaba al mes de maig o juny de l'any següent. Els 20 equips de cada grup s'enfronten tots contra tots en dues ocasions, una cada camp, sumant un total de 38 jornades. L'ordre dels partits es decideix per sorteig abans de començar la competició. El guanyador d'un partit obté tres punts, el perdedor no en suma cap i, en cas d'empat, es reparteix un punt per a cada equip.
Al final de la temporada, els cinc equips que més punts acumulen a cada grup, excloient els equips filials, es classifiquen per a disputar la següent edició de la Copa del Rei.

### Ascens a Segona Divisió
Un cop finalitzada la temporada regular, els quatre primers classificats de cada grup disputen el play-off o promoció d'ascens a Segona Divisió. Els primers classificats de cada grup juguen una eliminatòria a doble partit. Els dos guanyadors pugen directament a Segona i es disputen el títol de campió de la categoria a doble partit. Els segons, tercers i quarts classificats juguen una primera eliminatòria a doble partit. Els guanyadors, juntament amb els perdedors de l'eliminatòria de primers classificats, juguen dues eliminatòries més a doble partit. Els dos guanyadors pugen de categoria.

### Descens a Tercera Divisió
Al final de la temporada els quatre últims classificats de cada grup descendeixen directament a Tercera divisió. A aquests setze equips se sumen dos més, que surten d'una promoció per la permanència que disputen els setzens classificats de cada grup. La promoció de permanència es disputa per eliminació directa a doble partit i els partits es determinen per sorteig. Els dos equips derrotats perden la categoria.

## Equips participants de la temporada 2019-20
| Club Marino de Luanco  | Internacional de Madrid       |
| UP Langreo             | Rayo Majadahonda              |
| Real Oviedo "B"        | Reial Madrid Castella         |
| Sporting de Gijón "B"  | Las Rozas CF                  |
| RC Celta de Vigo "B"   | UD San Sebastián de los Reyes |
| Coruxo FC              | CE Atlètic Balears            |
| Pontevedra CF          | UE Eivissa                    |
| Racing Club de Ferrol  | SCR Penya Esportiva           |
| Atlético de Madrid "B" | UD Las Palmas Atlético        |
| Getafe CF "B"          | UD Melilla                    |

| Burgos CF                | S.D. Leioa          |
| Cultural Leonesa         | Real Sociedad "B"   |
| CD Guijuelo              | Real Unión Club     |
| Salamanca C.F. UDS       | S.D. Amorebieta     |
| Unionistas de Salamanca  | CD Izarra           |
| Real Valladolid Promesas | CA Osasuna "B"      |
| Arenas de Getxo          | CD Tudelano         |
| Barakaldo CF             | CD Calahorra        |
| Bilbao Athletic          | Club Haro Deportivo |
| Deportivo Alavés "B"     | U.D. Logroñés       |

| CF Badalona              | Atlètic Llevant UE   |
| FC Barcelona "B"         | CE Castelló          |
| UE Cornellà              | Hèrcules CF          |
| RCD Espanyol "B"         | CF La Nucia          |
| C Gimnàstic de Tarragona | Oriola CF            |
| UE Llagostera            | València CF Mestalla |
| Club Lleida Esportiu     | Vila-real CF "B"     |
| UE Olot                  | CD Ebro              |
| AE Prat                  | SD Ejea              |
| CE Sabadell FC           | FC Andorra           |

| Algeciras CF            | Talavera CF                      |
| Atlético Sanluqueño CF  | Villarrubia CF                   |
| R. Balompédica Linense  | Club Polideportivo Villarrobledo |
| Cádiz B                 | CD Badajoz                       |
| Córdoba CF              | CD Don Benito                    |
| UD Marbella             | Mérida AD                        |
| Recreativo Granada      | Cartagena                        |
| RC Recreativo de Huelva | Real Murcia CF                   |
| San Fernando CD         | UCAM Murcia                      |
| Sevilla Atlético        | Yeclano                          |

## Equips participants de la temporada 2020-21
| Grup I                     | Grup II             | Grup III               | Grup IV                  | Grup V                        |
| Subgrup A                  | Subgrup A           | Subgrup A              | Subgrup A                | Subgrup A                     |
| -------------------------- | ------------------- | ---------------------- | ------------------------ | ----------------------------- |
| Coruxo FC                  | Arenas Club         | AE Prat                | Algeciras CF             | CDA Navalcarnero              |
| Pontevedra CF              | Bilbao Athletic     | CE L'Hospitalet        | Atlético Sanluqueño CF   | CF Rayo Majadahonda           |
| RC Ferrol                  | Barakaldo CF        | CF Badalona            | Cádiz CF B               | Atlético de Madrid B          |
| RC Celta B                 | Club Portugalete    | FC Andorra             | Marbella FC              | Getafe CF B                   |
| RC Deportivo               | Deportivo Alavés B  | FC Barcelona B         | RB Linense               | Las Rozas CF                  |
| SD Compostela              | Reial Societat B    | Gimnàstic de Tarragona | RC Recreativo            | Real Madrid Castilla CF       |
| CD Guijuelo                | Real Unión Club     | Lleida Esportiu        | San Fernando CD          | Internacional de Madrid       |
| Zamora CF                  | SD Amorebieta       | RCD Espanyol B         | UD Tamaraceite           | UD San Sebastián de los Reyes |
| Salamanca CF               | SD Leioa            | UE Cornellà            | CD Marino                | CE Atlètic Balears            |
| Unionistas de Salamanca CF | CD Laredo           | UE Llagostera          | UD Las Palmas Atlético   | UE Poblera                    |
|                            | Racing de Santander | UE Olot                |                          |                               |
| Subgrup B                  | Subgrup B           | Subgrup B              | Subgrup B                | Subgrup B                     |
| CD Covadonga               | CD Calahorra        | CE Alcoià              | Betis Deportivo Balompié | AD Mérida                     |
| Marino de Luanco           | SD Logroñés         | Atlètic Llevant UE     | Recreativo Granada       | CD Badajoz                    |
| CD Lealtad                 | Haro Deportivo      | Atzeneta UE            | Córdoba CF               | CD Don Benito                 |
| Real Oviedo Vetusta        | CD Izarra           | CF La Nucía            | CD El Ejido 2012         | CF Villanovense               |
| Real Sporting B            | CD Tudelano         | Hèrcules d'Alacant CF  | Linares Dep              | Extremadura UD                |
| UP Langreo                 | CA Osasuna B        | Oriola CF              | Sevilla Atlético C       | UD Melilla                    |
| Burgos CF                  | UD Mutilvera        | València CF Mestalla   | CF Lorca Deportiva       | CF Talavera de la Reina       |
| Cultural Leonesa           | CD Ebro             | Vila-real CF B         | Real Murcia CF           | CP Villarrobledo              |
| Real Valladolid Promesas   | SD Tarazona         | SCR Penya Esportiva    | UCAM Murcia CF           | UD Socuéllamos                |
| CD Numancia                | SD Ejea             | UE Eivissa             | Yeclano Deportivo        | Villarrubia CF                |

## Historial
| Temporada | Grups | Campions                                                                          | Ascens a Segona A                                                         | Descens a Tercera |
| --------- | ----- | --------------------------------------------------------------------------------- | ------------------------------------------------------------------------- | --- |
| 1977-78   | 2     | Racing de Ferrol i AD Almería                                                     | Racing de Ferrol, Castilla, AD Almería i Algeciras                        | Compostela, Tudelano, Basconia, RCD Mallorca, Eldenc i Atlètic Balears |
| 1978-79   | 2     | Palencia CF i Llevant                                                             | Palencia CF, Reial Oviedo, Llevant i Gimnàstic                            | Lugo, Pegaso, Caudal, Real Unión, Cacereño, Vinaròs i Olímpic de Xàtiva |
| 1979-80   | 2     | Barakaldo i Linares CF                                                            | Barakaldo, At. Madrileño, Linares CF i Agr. Dep. Ceuta                    | Sporting Atlético, Arenas de Getxo, Ourense, CD Getxo, Sant Andreu, Sevilla Atlético, Girona FC i Ontinyent |
| 1980-81   | 2     | Celta i RCD Mallorca                                                              | Celta, Deportivo, RCD Mallorca i Córdoba                                  | Pontevedra, Langreo, Gimnástica Arandina, Mérida Industrial, Díter Zafra i Eldenc |
| 1981-82   | 2     | Barcelona At. i Xerez                                                             | Barcelona At., Palencia CF, Xerez i Cartagena FC                          | Mirandès, Ensidesa, Zamora, Terrassa FC, Vall d'Uixó i Las Palmas Atlético |
| 1982-83   | 2     | Bilbao Athletic i Granada CF                                                      | Bilbao Athletic, Tenerife, Granada CF i Algeciras                         | Burgos CF, Cultural Leonesa, Reus Deportiu, San Fernando, AD Torrejón. |
| 1983-84   | 2     | Sabadell i Lorca Deportiva                                                        | Sabadell, CD Logroñés, Lorca Deportiva i Calvo Sotelo CF                  | Barakaldo, Huesca, Racing de Ferrol, Portuense, Córdoba i UD Eivissa |
| 1984-85   | 2     | Sestao SC i Rayo Vallecano                                                        | Sestao SC, Dep. Aragón, Rayo Vallecano i Albacete Balompié                | Osasuna Pr., Real Avilés, Erandio, Atlético Marbella, Badajoz i Antequerano. |
| 1985-86   | 2     | Figueres i Xerez                                                                  | Figueres i Xerez                                                          | Alavés, Palencia CF, L'Hospitalet, Zamora, Binèfar, Endesa Andorra, Gimnàstic, FC Andorra, Sporting Atlético, Arousa, Compostela, Barcelona Aficionats, Lalín, Calvo Sotelo CF, Orihuela Deportiva, Llevant, Parla, Plasencia, Talavera, Linares CF, Betis Deportivo, Manacor, Alcalá de Henares, Real Jaén, Algeciras i Lorca Deportiva |
| 1986-87   | 1     | Tenerife                                                                          | Tenerife, Lleida, Granada CF i Real Burgos                                | Mallorca Atlètic |
| 1987-88   | 4     | SD Eibar, Mollerussa, UD Salamanca i Alzira                                       | SD Eibar, Mollerussa, UD Salamanca i Alzira                               | Laredo, Caudal, Rayo Cantabria, Gimnástica de Torrelavega, Constància, Mirandès, Girona FC, Júpiter, Las Palmas Atlético, Parla, Cacereño, Daimiel, Mestalla, Ronda, Benidorm, Conquense i Cieza. |
| 1988-89   | 4     | Bilbao Athletic, Palamós, At. Madrileño i Llevant                                 | Bilbao Athletic, Palamós, At. Madrileño i Llevant                         | Arenteiro, Santoña, Oviedo Aficionados, Bergantiños, Arnedo, Poblera, Terrassa FC, Santa Ponça, Barcelona Aficionats, Cala Millor, San Sebastián de los Reyes, Plasencia, Betis Deportivo, Don Benito, Medinense, CP Almería, Algeciras, Lorca Deportiva i Nules.                                                                        |
| 1989-90   | 4     | Real Avilés, Lleida, Albacete Balompié i Orihuela Deportiva                       | Real Avilés, Lleida, Albacete Balompié i Orihuela Deportiva               | Racing de Ferrol, Moscardó, Lalín, Arousa, Laredo, Fraga, Calahorra, Barbastro, Atlético Marbella, Real Jaén, Utrera, Maspalomas, Salud, Linares CF, Gimnàstic, Vila-real CF, UD Eivissa i Atlètic Balears |
| 1990-91   | 4     | Real Madrid B, Racing de Santander, FC Barcelona B i Badajoz                      | CP Mérida, Real Madrid B, Compostela, Racing de Santander i Barcelona At. | Pegaso, Langreo, Móstoles, Alcalá de Henares, Izarra, Mirandès, Durango, Endesa Andorra, Teruel, Toledo, Sevilla Atlético, Unión Deportiva Telde, Las Palmas Atlético, Agr. Dep. Ceuta, Mallorca Atlètic, Eldenc, Manacor i Olímpic de Xàtiva.                                                                                           |
| 1991-92   | 4     | UD Salamanca, Sant Andreu, Cartagena FC i Atlético Marbella                       | Badajoz, Vila-real CF, Lugo i Atlético Marbella                           | Lalín, Fabril, Cambados, Mosconia, Fraga, Huesca, Mollerussa, Binèfar, Gandia, Roldán, Oliva, Torrent, Alzira, Sanluqueño, Fuengirola, Los Boliches i Villanovense. |
| 1992-93   | 4     | Leganés, Alavés, Real Murcia i UD Las Palmas                                      | Toledo, Leganés, Hèrcules i Real Murcia                                   | Endesa As Pontes, Valdepeñas, Real Aranjuez, Alcalá de Henares, Hernani, Saragossa B, Elgóibar, Santurtzi, Torrevieja, Orihuela Deportiva, Llíria, Sporting Maonès, Foradada, UD Eivissa, Betis B, Linense, Marino Tenerife Sur i Portuense.                                                                                             |
| 1993-94   | 4     | UD Salamanca, Alavés, Gramenet i CF Extremadura                                   | Getafe CF, UD Salamanca, Ourense i CF Extremadura                         | Cultural Leonesa, Tomelloso, Ponferradina, Celta Turista, Basconia, Endesa Andorra, Utebo, Touring, Rubí, Santa Eulària, Cieza, Manacor, Ejido, Atlético Malagueño, CD Estepona, Maspalomas i Arousa. |
| 1994-95   | 4     | Racing de Ferrol, Alavés, Llevant i Córdoba                                       | Sestao SC, Almería CF, Alavés i Écija Balompié                            | Oviedo B, Real Ávila, Corralejo, Realejos, Gimnástica de Torrelavega, Saragossa B, Gernika, Hullera, Real Murcia, Girona FC, Europa, Premià, San Fernando, San Roque, Cacereño, Manchego, Cartagena FC i Casetas. |
| 1995-96   | 4     | UD Las Palmas, Sporting B, Llevant i Real Jaén                                    | Llevant, UD Las Palmas, Ourense i At. Madrid B                            | San Sebastián de los Reyes, Tenerife B, Móstoles, Santa Ana, Tudelano, Durango, CF Palencia, Amurrio, CE Alcoià, Ontinyent, Barcelona C, Endesa Andorra, Mármol Macael, Novelda, Lorca CF, Utrera i Leganés B. |
| 1996-97   | 4     | Sporting B, Aurrerá de Vitoria, Gimnàstic i Córdoba                               | Elx CF, Xerez, Real Jaén i Numancia                                       | Real Aranjuez, Moscardó, Celta B, Marino de Luanco, Reial Madrid C, Reial Societat B, Zamudio, Zalla, CD Logroñés B, Manlleu, Benidorm, Sant Andreu, Llíria, Ejido, Vélez, Realejos, Atlético Marbella i Huesca. |
| 1997-98   | 4     | Cacereño, Barakaldo, FC Barcelona B i Málaga CF                                   | Málaga CF, Mallorca B, FC Barcelona B i Recreativo                        | Endesa As Pontes, Rayo Majadahonda, Carabanchel, Leganés B, Racing de Santander B, Real Unión, Izarra, Endesa Andorra, Gáldar, Novelda, Sóller, FC Andorra, Lorca CF, San Pedro, Guadix, Mar Menor i Zamora. |
| 1998-99   | 4     | Getafe CF, Cultural Leonesa, Llevant i UD Melilla                                 | Elx CF, Getafe CF, Llevant i Córdoba                                      | Deportivo B, Langreo, Lalín, Lealtad, Noja, Lemona, Tropezón, Elgóibar, Espanyol B, Benidorm, Palamós, Gavà, Plasencia, Almería CF, Moralo, Isla Cristina i Algeciras. |
| 1999-00   | 4     | Universidad de Las Palmas, Gimnástica de Torrelavega, Gandia i Granada CF         | Universidad de Las Palmas, Real Jaén, Racing de Ferrol i Real Murcia      | Lanzarote, Oviedo B, Gimnástica Segoviana, Móstoles, Bermeo, Valladolid B, Figueruelas, Izarra, València B, Yeclano CF, Ontinyent, Lorca CF, Betis B, Cacereño, Sevilla B, Águilas, Manchego i Real Avilés. |
| 2000-01   | 4     | At. Madrid B, Burgos CF, Gramenet i Cadis CF                                      | Burgos CF, Ejido, Gimnàstic i Xerez                                       | Siero, San Sebastián de los Reyes, Real Ávila, Deportivo B, Racing de Santander B, Peña Sport, Tropezón, Chantrea, Borriana, Alzira, Gandia, Premià, Guadix, CD Linares, Don Benito, CP Almería i Fuenlabrada. |
| 2001-02   | 4     | Barakaldo, Barcelona B, Real Madrid B i Motril                                    | Terrassa, Compostela, Getafe CF i UD Almería                              | Sporting B, Oviedo B, Caudal, Universidad de Oviedo, Reial Societat B, Eibar B, Huesca, Alfaro, Benidorm, Vecindario, Onda, Mensajero, Linense, Dos Hermanas, San Fernando, Coria, Granada CF i Beasain. |
| 2002-03   | 4     | Universidad de Las Palmas, Real Unión, Castelló i Algeciras                       | Cadis CF, Algeciras, Málaga CF B i Ciudad de Murcia                       | Marino de Luanco, Lugo, Real Ávila, Ribadesella, Gernika, Peralta, Noja, Binèfar, Aurrerá de Vitoria, Gavà, Reus Deportiu, L'Hospitalet, Oriola CF, Díter Zafra, Moralo, Torredonjimeno, Motril i Langreo. |
| 2003-04   | 4     | Pontevedra, At. Madrid B, Lleida i Lanzarote                                      | Lleida, Pontevedra, Racing de Ferrol i Gimnàstic                          | Racing de Santander B, Calahorra, Caudal, Real Avilés, CD Logroñés, Casetas, Toledo, Compostela, Rayo Majadahonda, València B, Mataró, Yeclano CF, Palamós, Cacereño, Mérida UD, Villanovense, Los Palacios i Betis B. |
| 2004-05   | 4     | Real Madrid B, Ponferradina, Alacant, Sevilla B                                   | Hèrcules, Castelló, Lorca Deportiva CF, i Real Madrid B                   | Fuerteventura, Mallorca B, Navalcarnero, Arteixo, Guijuelo, Gimnástica de Torrelavega, Sestao River, Haro, Girona FC, Espanyol B, Novelda, Peña Sport, Tomelloso, Don Benito, Jerez de los Caballeros, Arenas de Armilla i Mirandès. |
| 2005-06   | 4     | Universidad de Las Palmas, UD Salamanca, Badalona i FC Cartagena                  | UD Salamanca, Ponferradina, UD Las Palmas i Vecindario                    | Alcalá de Henares, San Isidro, Móstoles, Negreira, Durango, Alavés B, Portugalete, Zalla, Reus Deportiu, Sabadell, Saragossa B, Peralta, Almansa, Conquense, Algeciras, Díter Zafra, Badajoz i Castillo. |
| 2006-07   | 4     | Pontevedra, SD Eibar, Alacant i Sevilla Atlético                                  | Sevilla Atlético, Racing de Ferrol, Córdoba i SD Eibar                    | Gimnástica de Torrelavega, Cobeña, Orientación Marítima, Racing de Santander B, Alfaro, Universidad d'Oviedo, Reial Oviedo, Amurrio, Sant Andreu, Eldenc, FC Barcelona B, Barbastro, Cerro de Reyes, Villanueva de Córdoba, Villanovense, Málaga CF B, CF Extremadura i València Mestalla.                                               |
| 2007-08   | 4     | Rayo Vallecano, Ponferradina, Girona FC i Écija Balompié                          | Rayo Vallecano, Alacant, Huesca i Girona FC                               | Ourense, Fuenlabrada, San Sebastián de los Reyes, San Isidro, Logroñés CF, Burgos CF, CF Palencia, Peña Sport, Vila Joiosa, M. Castelldefels, Espanyol B, L'Hospitalet, Llevant B, Baza, Mazarrón, Alcalá de Guadaira, Talavera, Algeciras.                                                                                              |
| 2008-09   | 4     | Real Unión, FC Cartagena, CE Alcoià i Cadis CF                                    | Real Unión, FC Cartagena, Vila-real B i Cadis CF                          | Deportivo B, Reial Societat B, Valladolid B, Marino de Luanco, Ciudad de Santiago, Las Palmas Atlético, Navalcarnero, Pájara PJ, Alfaro, Villa Sta. Brígida, Lorca Deportiva CF, Mérida UD, Fuerteventura, UE Alzira, Eivissa, Santa Eulària, Atlètic Balears, Linense, Portuense, Antequera, CD Linares, San Fernando, Granada 74.      |
| 2009-10   | 4     | Ponferradina, Granada CF, Sant Andreu i Alcorcón                                  | Ponferradina, Granada, Barcelona Atlètic i Alcorcón                       | Sestao River, Izarra, Racing de Ferrol, Compostela, Toledo, Racing de Santander B, Villanovense, Tenerife B, Lanzarote, Espanyol B, Vila Joiosa, València Mestalla, Gavà, Terrassa FC, Moratalla, Jerez Industrial, UD Marbella, Águilas.                                                                                                |
| 2010-11   | 4     | Lugo, SD Eibar, Sabadell i Real Murcia                                            | Guadalajara, Sabadell, CE Alcoià i Real Murcia                            | Universidad de Las Palmas, Deportivo B, Pontevedra, Extremadura UD, Cerro de Reyes, Cultural Leonesa, Caudal, La Muela, Peña Sport, Barakaldo, Alacant, Castelló, Benidorm, Alzira, Gramenet, Santboià, Alcalá de Guadaira, Estepona, Yeclano Deportivo, Jumilla Club de Fútbol, Sporting B, Mallorca B.                                 |
| 2011-12   | 4     | Real Madrid B, CD Mirandés, Atlètic Balears i Cadis CF                            | Real Madrid B, CD Lugo, CD Mirandés i SD Ponferradina                     | UB Conquense, CD Toledo, Montañeros CF, UD Vecindario, Celta B, CF Palencia, Arandina CF, Gimnástica Segoviana CF, SD Lemona, Burgos CF, Dénia, Andorra CF, Gandia, Manacor, Sporting Maonès, CD Puertollano, CD Badajoz, AD Ceuta, Lorca Atlético, CD Roquetas, CF La Unión, Sporting Villanueva Promesas, Ejido.                       |
| 2012-13   | 4     | CD Tenerife, Deportivo Alavés, Hospitalet i Real Jaén                             | CD Tenerife, Deportivo Alavés, SD Eibar i Real Jaén                       | UD Salamanca, San Sebastián de los Reyes, Alcalá de Henares, Rayo Vallecano B, Marino, Gimnástica de Torrelavega, Saragossa B, Racing de Santander B, Teruel, Osasuna B, Izarra, Mallorca B, Oriola CF, Yeclano Deportivo, Binissalem, Villanovense, UCAM Murcia, San Roque, Loja, Betis B                                               |
| 2013-14   | 4     | Racing de Santander, Sestao River, Llagostera i Albacete Balompié                 | Racing de Santander, Leganés, Llagostera i Albacete Balompié              | Ourense, Caudal, SD Logroñés, Celta de Vigo B, Noja, Reial Madrid C, Laudio, Puerta Bonita, Peña Sport, Sariñena, Prat, Atlètic Llevant, Constància, Ontinyent, Algeciras, San Fernando CD, La Roda, Atlético Sanluqueño, Écija Balompié.                                                                                                |
| 2014-15   | 4     | Reial Oviedo, Huesca, Gimnàstic i Cadis CF                                        | Reial Oviedo, Huesca, Bilbao Athletic i Gimnàstic                         | Real Avilés, Langreo, Zamora, Tropezón, Marino de Luanco, Las Palmas Atlético, Rayo Vallecano B, At. Madrid B, Trival Valderas, Conquense, Mallorca B, Sant Andreu, Elx Il·licità, Reial Saragossa B, Córdoba B, Arroyo, El Palo, Lucena.                                                                                                |
| 2015-16   | 4     | Racing de Santander, Reial Madrid B, Reus Deportiu i UCAM Murcia                  | Reus Deportiu, UCAM Murcia, Sevilla Atlético i Cadis CF                   | Cacereño, Sporting B, Atlético Astorga, Compostela, Peña Sport, Guadalajara, Talavera, Portugalete, Getafe B, Olímpic de Xàtiva, Pobla de Mafumet, Olot, Llosetí, Huracà València, Real Betis B, Algeciras, San Roque, Almería B. |
| 2016-17   | 4     | Cultural Leonesa, Albacete Balompié, FC Barcelona B i Lorca FC                    | Cultural Leonesa, Albacete Balompié, FC Barcelona B i Lorca FC            | CD Boiro, UD Mutilvera, CD Palencia Balompié, Arandina CF, UD Somozas, CD Mensajero, UD Socuéllamos CF, Sestao River, SD Zamudio, CF Gavà, RCD Mallorca B, Atlètic Llevant, CE L'Hospitalet, RCD Espanyol B, AE Prat, CE Eldenc, Linares Deportivo, Atlético Sanluqueño, Atlético Mancha Real, Real Jaén, La Roda CF.                    |
| 2017-18   | 4     | CF Rayo Majadahonda, CD Mirandés, RCD Mallorca i FC Cartagena                     | CF Rayo Majadahonda, RCD Mallorca, Elx CF i Extremadura UD                | CCD Cerceda, Gimnástica Segoviana CF, Racing Ferrol, CD Toledo, Caudal Deportivo, CA Osasuna B, CD Lealtad, Peña Sport FC, Deportivo Aragón, Penya Esportiva, CA Saguntí, SD Formentera, UE Llagostera, CF Lorca Deportiva, Betis Deportivo, Córdoba CF B, Écija Balompié, Mérida AD.                                                    |
| 2018-19   | 4     | CF Fuenlabrada, Racing de Santander, CE Atlètic Balears i RC Recreativo de Huelva | CF Fuenlabrada, Racing de Santander, CD Mirandés i SD Ponferradina        | Rápido de Bouzas, Unión Adarve, CDA Navalcarnero, RC Deportivo Fabril, SD Gernika, CD Vitoria, RC Gimnàstica Torrelavega, SCD Durango, CE Alcoià, CD Terol, UB Conquense, CF Peralada, Ontinyent CF, FC Jumilla, CD El Ejido 2012, CF Villanovense, Atlético Malaguenyo, UD Almeria B.                                                   |
| 2019-20   | 4     | CE Atlètic Balears, UD Logroñés, CE Castelló i FC Cartagena                       | UD Logroñés, FC Cartagena, CE Castelló, CE Sabadell FC                    | *sense descensos a causa de la pandèmia del COVID-19* |
| 2020-21   | 5     | Burgos CF, Reial Societat B, UE Eivissa, Linares Deportivo, CD Badajoz            | Reial Societat B, SD Amorebieta                                           | - |